# Wishing Well (single van Free)
Wishing Well is een single van de Engelse rockband Free uit 1972. Het werd gezamenlijk door de groep geschreven over hun vriend Bevan T. Woodhouse. 
Het nummer werd in december 1972 als single uitgebracht en kwam op 13 januari 1973 binnen in de UK Singles Chart, waar het nummer 7 bereikte. De single werd in 1985 opnieuw uitgebracht en bereikte nummer 96 in de UK Singles Chart. Het nummer staat op het zesde en laatste studioalbum van de band, Heartbreaker. Het was hun laatste hitsingle voordat de groep in 1973 uit elkaar ging, waarna Paul Rodgers en Simon Kirke Bad Company vormden.